# Неретвански партизански одред
Неретвански народноослободилачки партизански (НОП) одред је био партизанска јединица у саставу Народноослободилачке војске и партизанских одреда Југославије током Другог светског рата у Хрватској.

## Историјат
Формиран је у другој половини септембра 1943. од Неретванског батаљона и 120 мобилисаних бораца. Имао је 2 батаљона, од којих је један 2. октобра ушао у новоформирану Биоковску бригаду. Одред је у октобру извршио неколико мањих акција и водио борбе против Немаца у долини Неретве. На Неретви је уништио 1. новембра моторни чамац са 5 немачких војника и официра. Повлачећи се пред нападом немачких јединица, две његове чете пребациле су се 16. новембра на острво Хвар и ушле у састав 11. бригаде 26. дивизије. Трећа чета задржала се у рејону Плоча и убрзо прерасла у нови Неретвански партизански одред, који је до краја године уништио у неколико акција 6 моторних возила и 1 брод, а избацио из строја 57 непријатељевих војника. У 1944. Одред дејствује у саставу Групе јужнодалматинских одреда и стално јача; 6. јануара успешно је напао усташку посаду у селу Комину код Метковића, уништио уређаје на желелезничкој станици, и на Неретви потопио путнички брод НДХ Светог Николу; 17. фебруара заузео је оружничку (жандармеријску) станицу Нова Села код Метковића,и заробио 16 оружника и 17 усташа. У априлу је имао два батаљона и самосталну чету, а затим је формирао и трећи батаљон који је у јулу ушао у Макарски НОП одред. Уместо њега формиран је истог месеца нов батаљон. Јединице Одреда бориле су се против делова немачких 118. и 369. дивизије и 6. усташког здруга на просторији Плоче, Метковић, Љубушки, Вргорац, Градац. У борби коју је једна чета Одреда водила са Немцима код села Пасичине (на планини Биокову) погинуо је 25. маја 1944. командант Одреда Станко Маревић Прпић, народни херој. У близини Љубушког је 18. јула од Љубушке чете Неретванског НОП одреда формиран Љубушки партизански батаљон. Делови Одреда уништили су 6. септембра на прузи Плоче—Метковић немачки воз (локомотива и 3 вагона), 9. септембра потопили на ријеци Неретви моторни чамац са немачком посадом, а 12. септембра запалили немачки моторни једрењак. Одред је расформиран у новембру 1944, а његовим људством попуњене су јединице 26. дивизије.